# Unknown Horizons

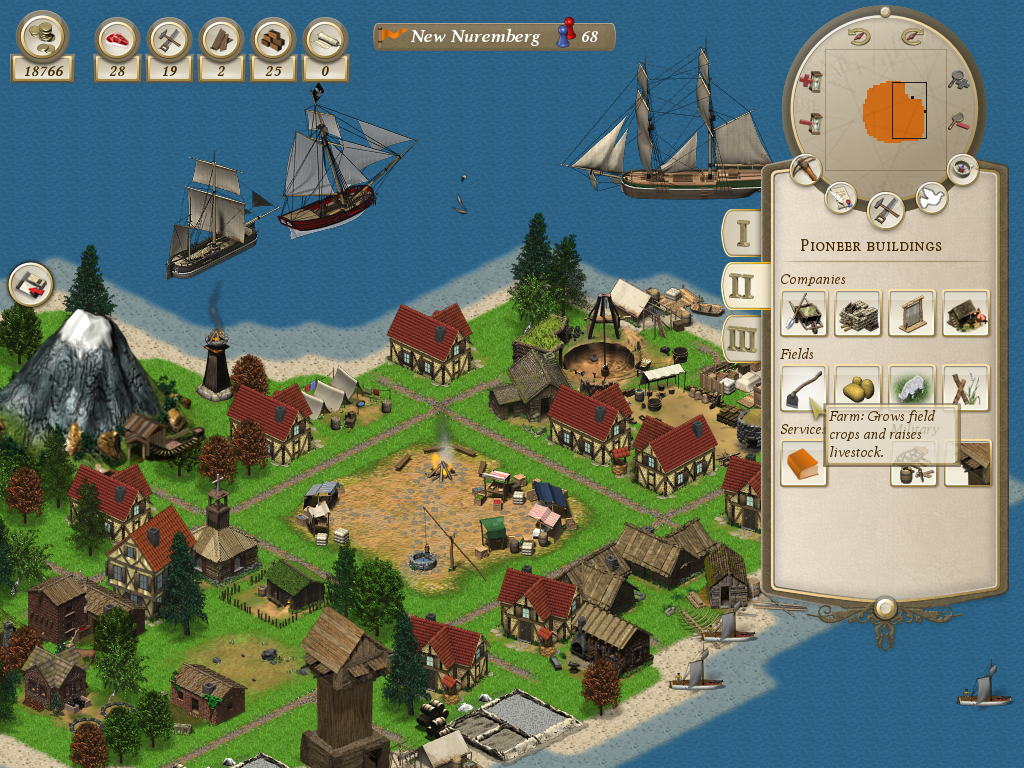
Screenshot von Unknown Horizons 2011.3

Das Computerspiel Unknown Horizons (vormals OpenAnno) ist eine Mischung aus Wirtschaftssimulation und Echtzeit-Strategiespiel. Es wurde maßgeblich von den ersten Ausgaben der Anno-Spielreihe inspiriert. Dabei versucht es aber kein Nachbau zu sein, sondern neue Aspekte in das Spiel zu bringen, während bewährte Element erhalten bleiben. Die Darstellung der Spielwelt erfolgt in isometrischer Perspektive.

## Entwicklung
Das Spiel setzt auf die Programmiersprache Python und verwendet die Flexible Isometric Free Engine, kurz FIFE. Die Entwicklung erfolgt offen unter der GNU General Public License. Das Projekt war ursprünglich rein deutschsprachig, wechselte jedoch in eine englischsprachige Dokumentation, um Verständigungsprobleme zu vermeiden. Am Google Summer of Code nahm das Projekt zweimal teil. Dort wurde die künstliche Intelligenz der Computergegner verbessert.

## Spielprinzip
Das Spiel beginnt mit einem einzelnen Schiff, mit dem die Welt erkundet wird. Es gilt eine Siedlung aufzubauen und die Bevölkerung zufrieden zu stellen. Diese hat je nach Schicht unterschiedliche Bedürfnisse. Hierfür muss eine Warenwirtschaft aufgebaut werden. Ein effizientes Wegenetz ist notwendig, damit die Waren im Kontor eingelagert werden können. Die unterschiedlichen Gewerbe müssen geschickt platziert werden: der Fischer benötigt etwa Zugang zur Küste und ein Holzfäller einen Waldbereich. Fehlende Rohstoffe müssen durch Handel importiert werden. Geld wird durch Besteuerung der Bevölkerung eingenommen.

## Rezeption
Unknown Horizons wurde 2009 in der Heise-Software-Collection erwähnt. Das Spiel, dem noch viel Feinschliff fehle, befinde sich in einer frühen Phase. Immer wieder komme es zu Darstellungsfehlern oder es würden nicht fertiggestellte Grafiken angezeigt. Auch eine spannende Einzelspielerkampagne sei lediglich angekündigt. Der Aufstieg der Siedler geschehe recht schnell, sodass alle Gebäude früh verfügbar seien. Das Spiel wird in zahlreichen Linux-Distributionen ausgeliefert. Es erinnere stark an Anno 1602, sei jedoch recht unbekannt und halbfertig.